# Białozoryszki (gmina Dukszty)
Białozoryszki (lit. Bielazariškės) − wieś na Litwie, w rejonie wileńskim, 5 km na zachód od Duksztów, zamieszkana przez 2 osoby. 
Przed II wojną światową w Polsce, w powiecie wileńsko-trockim województwa wileńskiego.